# Sarah Jeffery
Sarah Marie Jeffery (Vancouver, 3 de abril de 1996) é uma atriz, cantora e dançarina canadense, mais conhecida por seu papel como Audrey no Filme Disney Channel, Descendants.

## Biografia
Jeffery nasceu em Vancouver, British Columbia, Canadá. Ela vem cantando, dançando e atuando em musicais e produções teatrais desde que tinha 3 anos de idade. Aos 15 anos, ela expandiu seus talentos para incluir o trabalho no cinema e na televisão. Fora das filmagens, Sarah executa no estágio com o semi-profissional grupo de dança BODY.
O papel de primeira atuação de Jeffery foi no piloto de TV Aliens in the House, e logo depois conseguiu um papel principal na série DirecTV, Rogue, que trabalha em frente a Thandie Newton, desempenhando o papel de sua filha, Evie Travis. Subsequentemente ela se juntou ao elenco da série de televisão da FOX, Wayward Pines, trabalhando ao lado de Matt Dillon e Carla Gugino.
Em junho de 2015, ela começou a trabalhar na série policial americana processual de Adi Hasak, Shades of Blue. Ela está trabalhando com Jennifer Lopez, interpretando sua filha, Cristina Santos. A série está programada para estrear na NBC no início de 2016. 
Ainda em 2015 foi escolhida para interpretar a princesa Audrey, filha da Aurora, no Filme Disney Channel, Descendants, filme que fez tanto sucesso que dois meses depois ganhou uma série de curtas animados, Descendants: Wicked World, e Jeffery continuou interpretando Audrey, desta vez apenas por voz.
Agora, em 2016, a atriz também conta com participações em Shades Of Blue, Undone e Be Somebody, filme que estrela como Emily Lowe ao lado do viner, estrela da mídia social e novo ator, Matthew Espinosa, entre outros projetos.
A estreia de Be Somebody no cinema de algumas cidades pelo mundo, iTunes e etcetera está prevista pra o dia 10 de Junho.

## Filmografia
| Ano            | Título                            | Papel                   | Notas                                                              |
| -------------- | --------------------------------- | ----------------------- | ------------------------------------------------------------------ |
| 2013           | Aliens in the House               | Katie                   | Filme piloto para a TV                                             |
| 2013-2016      | Rogue                             | Evie Travis             | Elenco principal (temporada 1 e 2) Elenco Recorrente (temporada 3) |
| 2015           | Wayward Pines                     | Amy                     | Papel recorrente; Série FOX                                        |
| 2015           | Descendants                       | Audrey, filha da Aurora | Filme Disney Channel para a TV                                     |
| 2015           | Descendants: Wicked World         | Audrey, filha da Aurora | Voz; Série de curtas Disney Channel                                |
| 2016- presente | Shades of Blue                    | Cristina Santos         | Elenco Regular                                                     |
| 2016           | Be Somebody - Simples como o Amor | Emily Lowe              |                                                                    |
| 2016           | Undone                            | Jayme Crawley           |                                                                    |
| 2018           | Daphne & Velma                    | Daphne Blake            | Direto para Home Video                                             |
| 2018-2022      | Charmed                           | Maggie Vera             | Elenco Principal                                                   |
| 2019           | Descendants 3                     | Audrey                  | Elenco Principal                                                   |

## Discografia

### Álbuns de estúdio
| Título                 | Detalhes do álbum                                                                           | Melhor posição | Melhor posição |
| Título                 | Detalhes do álbum                                                                           | US             | US OST         |
| ---------------------- | ------------------------------------------------------------------------------------------- | -------------- | -------------- |
| Descendants Soundtrack | - Lançamento: 31 de julho de 2015 - Formatos: CD, download digital - Gravadora: Walt Disney | 1              | 1              |

### Singles
| Título                                                                                       | Ano  | Melhor posição                 | Álbum         |
| Título                                                                                       | Ano  | Bubbling Under Hot 100 Singles | Álbum         |
| -------------------------------------------------------------------------------------------- | ---- | ------------------------------ | ------------- |
| "Set it Off" (com Cameron Boyce, Booboo Stewart, Sofia Carson, Mitchell Hope e Dove Cameron) | 2015 | 11                             | Descendants   |
| ''Queen of Mean''                                                                            | 2019 | Billboard Hot 100 #49          | Descendants 3 |

## Prêmios e indicações
| Ano  | Premiação  | Categoria                                                    | Trabalho                | Resultado | Ref.  |
| ---- | ---------- | ------------------------------------------------------------ | ----------------------- | --------- | ----- |
| 2015 | Leo Awards | Best Supporting Performance by a Female in a Dramatic Series | Rogue - "Coup de Grace" | Indicado  | [ 5 ] |